# Cordun
Cordun é uma comuna romena localizada no distrito de Neamţ, na região de Moldávia. A comuna possui uma área de 42.36 km² e sua população era de 7558 habitantes segundo o censo de 2007.